# جبون فضي
جبون فضي أو جِبُّون رمادي أو يُويُو هو نوع من عائلة الجبون متوطن في جزيرة جاوة، إندونيسيا.